# DKMS
A Dynamic Kernel Module Support egy olyan eszköz/módszer linuxban, amivel külső (az adott disztribúcióhoz nem tartozó) forrásprogramokból kernel-modulokat lehet előállítani. A kernel (rendszermag) magasabb megbízhatósági szinten fut, mint az ún. userspace programok: olyan utasításokat is végrehajthat, melyeket az utóbbiak nem. Ilyen utasítások szükségesek a hardver eszközök (pl. diszk, hálózat) közvetlen kezeléséhez.
A userspace programok rendszerhívásokkal férnek hozzá a kernel szolgáltatásaihoz. A DKMS kernel-modulok a kernelt bővítik a hivatalos kernelfán kívüli szolgáltatásokkal.
Példák DKMS-t használó alkalmazásokra: ZFS fájlrendszer, VirtualBox(en), geoIP(en)  adatbázis.
A DKMS-t a Dell fejlesztette ki az eszközkezelő-javítások gyorsabb telepítésére. Ezáltal nem kellett megvárni, amíg a javítás bekerül a hivatalos kernelfába, a felhasználóknak pedig nem kellett a modulfordítással vesződniük.

## A DKMS telepítése
A Linux-disztribúciók bináris programcsomagban terjesztik a DKMS-t. Debianban és Fedorában a csomag neve egyaránt dkms.
A kernelmodul előállításához a szokásos, bináris formában terjesztett kernel esetén szükség van a kernel headerfájljaira. A headereket tartalmazó csomag automatikusan települ a dkms installálásakor.
A másik lehetőség a teljes kernelforrás (saját kernel fordítására használják): ez a headerfájlokat is tartalmazza.
Új bináris kernel installálásakor a DKMS lefordítja a külső kernelmodulokat az új kernelhez. Forrásból fordított kernel esetén kézzel kell a kernelmodulokat lefordítani.

## A DKMS használata
A DKMS-t használó csomagok telepítéskor automatikusan lefordítják a nekik szükséges kernel-modulokat, így a dkms utasítás használatára csak hiba esetén van szükség. A két legfontosabb alparancs:
```
dkms status
```

kiírja a DKMS adatbázisában szereplő kernel-modulokat, azok verzióját, és a kernelek verzióját és architektúráját, amiben a modult lefordította. Példa:
```
zfs, 0.6.5.9, 4.9.0-7-amd64, x86_64: installed
zfs, 0.6.5.9, 4.9.113-ber, x86_64: installed
zfs, 0.6.5.9, 4.9.113-gylap, x86_64: installed

```

```
dkms install 
modul
/
modulverzió
 -k 
kernelverzió
```

lefordítja és felinstallálja a megadott modult a megadott kernelverzió számára. Például:
```
dkms install zfs/0.6.5.9 -k 4.9.100-gylap
```

## A DKMS adatbázisa
Az adatbázist a /var/lib/dkms alatti, meghatározott könyvtárszerkezetben tárolt fájlok adják. Az egyes modulok külön könyvtárban vannak. Pl.:
```
-rw-r--r-- 1 root root    6 Aug 31  2016 dkms_dbversion
drwxr-xr-x 3 root root 4096 Jul 19 18:37 spl
drwxr-xr-x 3 root root 4096 Jul 19 17:59 virtualbox
drwxr-xr-x 3 root root 4096 Jul 20 00:16 xtables-addons
drwxr-xr-x 3 root root 4096 Jul 19 16:13 zfs

```

Egy könyvtár a modul verzióit tartalmazza (linuxban egyet), és szimbolikus linkeket a verziófüggő modulkönyvtárakra. Pl. a zfs könyvtár tartalma:
```
drwxr-xr-x 5 root root 4096 Jul 19 16:13 0.6.5.9
lrwxrwxrwx 1 root root   28 Jul 19 16:13 kernel-4.9.0-7-amd64-x86_64 -> 0.6.5.9/4.9.0-7-amd64/x86_64
lrwxrwxrwx 1 root root   26 Jul 19 09:16 kernel-4.9.113-ber-x86_64 -> 0.6.5.9/4.9.113-ber/x86_64
lrwxrwxrwx 1 root root   28 Jul 19 02:59 kernel-4.9.113-gylap-x86_64 -> 0.6.5.9/4.9.113-gylap/x86_64

```

0.6.5.9-ben a már említett modulkönyvtárakon kívül a modul forrásprogramjára mutató szimbolikus link található:
```
drwxr-xr-x 3 root root 4096 Jul 19 16:13 4.9.0-7-amd64
drwxr-xr-x 3 root root 4096 Jul 19 09:16 4.9.113-ber
drwxr-xr-x 3 root root 4096 Jul 19 02:59 4.9.113-gylap
lrwxrwxrwx 1 root root   20 Jul 19 02:56 source -> /usr/src/zfs-0.6.5.9

```

A modulkönyvtárban minden architektúra külön könyvtárban van. A 4.9.0-7-amd64/x86_64/ tartalma például:
```
-rw-r--r-- 1 root root 80984 Jul 19 16:13 Module.symvers
drwxr-xr-x 2 root root  4096 Jul 19 16:13 log
drwxr-xr-x 2 root root  4096 Jul 19 16:13 module
-rw-r--r-- 1 root root 12242 Jul 19 16:13 zfs_config.h

```

A log alatt vannak a fordítás közben keletkezett információk, module alatt a lefordított modulok, melyek az installálás során a /lib/modules/kernelverzió/updates/dkms (fedorában a /lib/modules/kernelverzió/extra/dkms) könyvtár alá másolódtak.